# Casto Sampedro Folgar
Casto Sampedro Folgar (Redondela, 15 de noviembre de 1848 - Pontevedra, 8 de abril de 1937) fue un historiador, abogado, folclorista e investigador de arqueología gallego.

## Biografía
Sus padres, Ramón Sampedro, vinculado al mundo del derecho, y Asunción Folgar, tuvieron un total de nueve hijos de los cuales Casto fue el menor.
Casto Sampedro inició la carrera eclesiástica, al igual que su hermano Ricardo, primero en el Seminario de Tuy y luego en Orense, donde se inició como músico. Tras abandonar el Seminario pasó a la Facultad de Derecho de la Universidad de Santiago de Compostela, finalizando la carrera en 1872 e inscribiéndose como abogado en Redondela. En 1875 se opuso a las actitudes del juez de primera instancia de esa villa y esto provocó que se trasladara a la ciudad de Pontevedra. En esta ciudad abrió su despacho y se casó con Josefa Mon Landa, hija de Alejandro Mon Landa, con quien tuvo siete hijos, ninguno de ellos con descendencia y todos abogados.
En su casa, en la plaza de la Peregrina, tenía un despacho donde se ubicaba una de las mejores bibliotecas de Galicia, con obras de arqueología, historia y folklore. Allí, además, había concurridas tertulias de gente de a pie que entraba y salía continuamente de la casa del autor pontevedrés.
Casto Sampedro fundó en 1894 la Sociedad Arqueológica de Pontevedra, donde recuperó y recolectó valiosos fondos arqueológicos, epigráficos y heráldicos. Fue un gran estudioso de su época y uno de los mejor formados, ya que tenía conocimientos de lenguas clásicas, dominio de la epigrafía y la paleografía, además de ser un excelente musicólogo. El Cancionero gallego fue una de sus mejores obras. Fue también el mejor heraldista gallego de su época. Se interesó mucho por los diferentes gremios, su forma de trabajar, los contratos o el léxico que utilizaban.
Entre los reconocimientos que aceptó, aunque se distinguió por no querer ningún tipo de reconocimiento público, destaca el de Académico Numerario fundador de la Real Academia Gallega. Fue corresponsal de Historia y Bellas Artes, presidente de la Comisión de Monumentos, Cronista de la Provincia de Pontevedra y primer director del Museo Provincial de Pontevedra,Diputado Provincial y Vicepresidente de la Corporación.
Inició la recopilación del Cancionero Musical de Galicia, obra en la que colaboró Víctor Said Armesto. Todos sus intereses le llevaron a poder realizar una obra de tan gran magnitud.

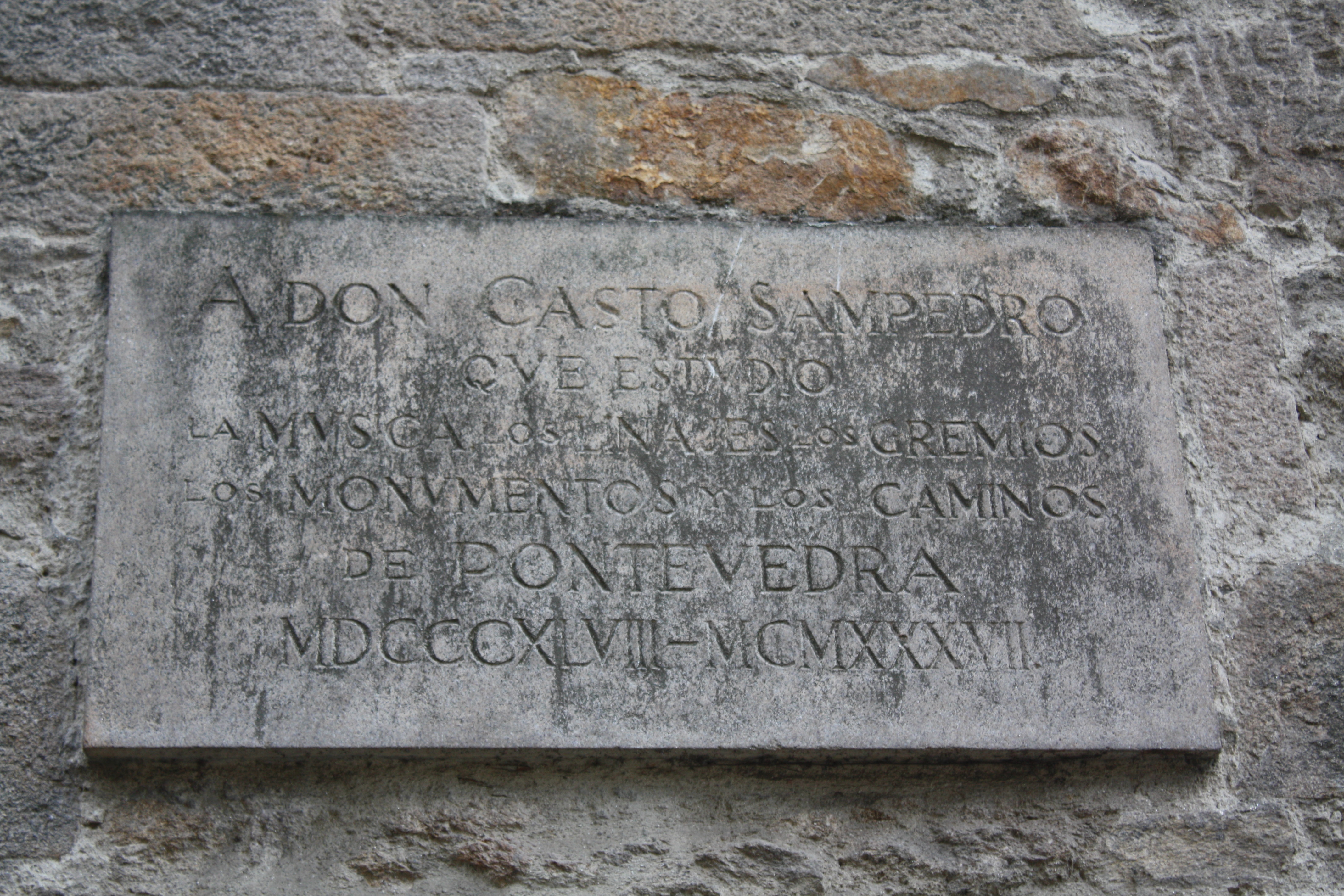
Placa en honor a Casto Sampedro, en las ruinas de Santo Domingo.

Murió en la casa de la plaza de la Peregrina cercana a los jardines de Pontevedra que llevan su nombre el 8 de abril de 1937.

## ElCancionero Musical de Galicia
Su Cancionero Musical de Galicia tiene como principal característica la conservación de la música y la descripción de algunas danzas, un dato realmente interesante si se tienen en cuenta las fechas en las que fue recogido y la posterior recopilación (finales del siglo XIX) y los escasos medios de que dispusieron Sampedro y sus colaboradores para este fin.
La obra es una buena muestra de diferentes canciones recogidas por buena parte de Galicia incluyendo tanto la letra como la música y, en ocasiones, el baile que las acompañaba.
Fue publicado en 1942 por Xosé Filgueira Valverde, quien ordenó y transcribió las notas manuscritas dejadas por Casto Sampedro.

| Predecesor: - | Cronista de la provincia de Pontevedra 1900 - 1937 | Sucesor: Xosé Filgueira Valverde |

| Predecesor: - | Director del Museo de Pontevedra 1927-1937 | Sucesor: Xerardo Álvarez Limeses (interino) |